# AP50
AP50 en CH50 zijn laboratoriumbepalingen die de verschillende activeringsroutes (de klassieke en de alternatieve) van het complementsysteem testen op  mogelijke ontstekingsreacties.
Het gaat om functionele bepalingen, wat wil zeggen dat de activiteit gemeten wordt. In deze testen wordt gekeken naar het vermogen van het complement om rode bloedcellen beladen met antistoffen, te doen lyseren. De hoeveelheid serum die nodig is om 50% van een bekende hoeveelheid rode bloedcellen te lyseren, is dan een maat voor de hemolytische activiteit van het complement.
Bij een tekort aan een van de complementfactoren (door genetische afwijkingen of door verbruik) kunnen de AP50/CH50-waarden verlaagd zijn. Verhoogde waarden kunnen juist gemeten worden tijdens een acutefaserespons, zoals bij bijvoorbeeld een ontsteking. Tijdens deze acutefaserespons zijn de concentraties van complementfactoren verhoogd.